# Josep de Magarola i de Grau
Josep de Magarola i de Grau fou abat del monestir benedictí de Sant Pere de Camprodon (1645–1676) i President de la Generalitat de Catalunya (1665 - 1668).
La seva família era originària d'Esparreguera favorable a la corona. Era fill de Miquel Joan de Magarola i Femades, oïdor de la Reial Audiència i regent del Consell d'Aragó a començament del segle xvii. Entre els seus avantpassats hi trobem al també president (1623-1626) i bisbe d'Elna, Pere de Magarola i Fontanet o al seu cosí Miquel Joan de Magarola, ciutadà honrat de Barcelona i conseller segon de la ciutat que va haver de fugir arran de la batalla de Montjuïc (1641).
Va estudiar a la universitat pontifícia de Salamanca i l'any 1628 es va incorporar al monestir de Montserrat, si bé el 1641 va ser expulsat junt amb altres monjos castellans durant la Guerra dels Segadors. El 1645 és nomenat abat de Sant Pere de Camprodon i el 1655 prior del monestir de Sant Benet de Bages.
Va ésser nomenat President de la Generalitat de Catalunya el 22 de juliol de 1665, durant la seva presidència de la Generalitat va morir el rei Felip III d'Aragó i es va plantejar un problema polític per la interpretació de les constitucions catalanes en aquestes circumstàncies, ja que segons els usos jurídics, la mort del rei suposava, automàticament, la suspensió de la jurisdicció delegada dels oficials reials i del mateix virrei, passant tota la potestat al Governador de Catalunya junt amb la Reial audiència fins que el nou rei jurés in situ les Constitucions catalanes. Però el rei, Carles II, tenia tres anys i la seva mare Marianna d'Àustria la seva regent. Aquesta va enviar una missiva als diputats excusant la no presència del rei i comunicant la continuïtat de Vincente Gonzaga Doria com a virrei, que es mantingué fins al 1667, any en què va ser rellevat per Gaspar Téllez-Girón y de Sandoval.